# Nationalbasilika des Heiligen Herzens

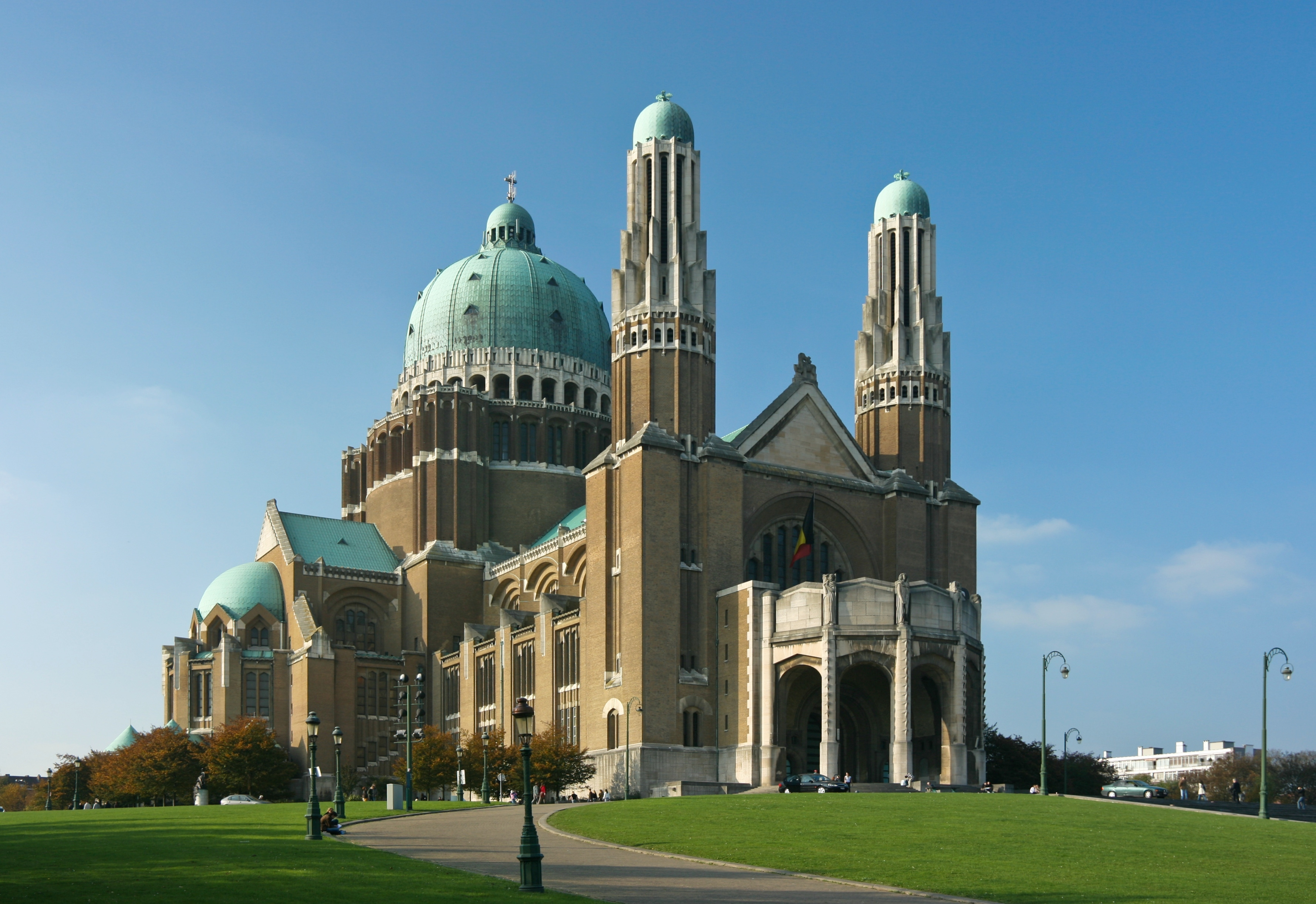
Nationalbasilika des Heiligen Herzens (2007)

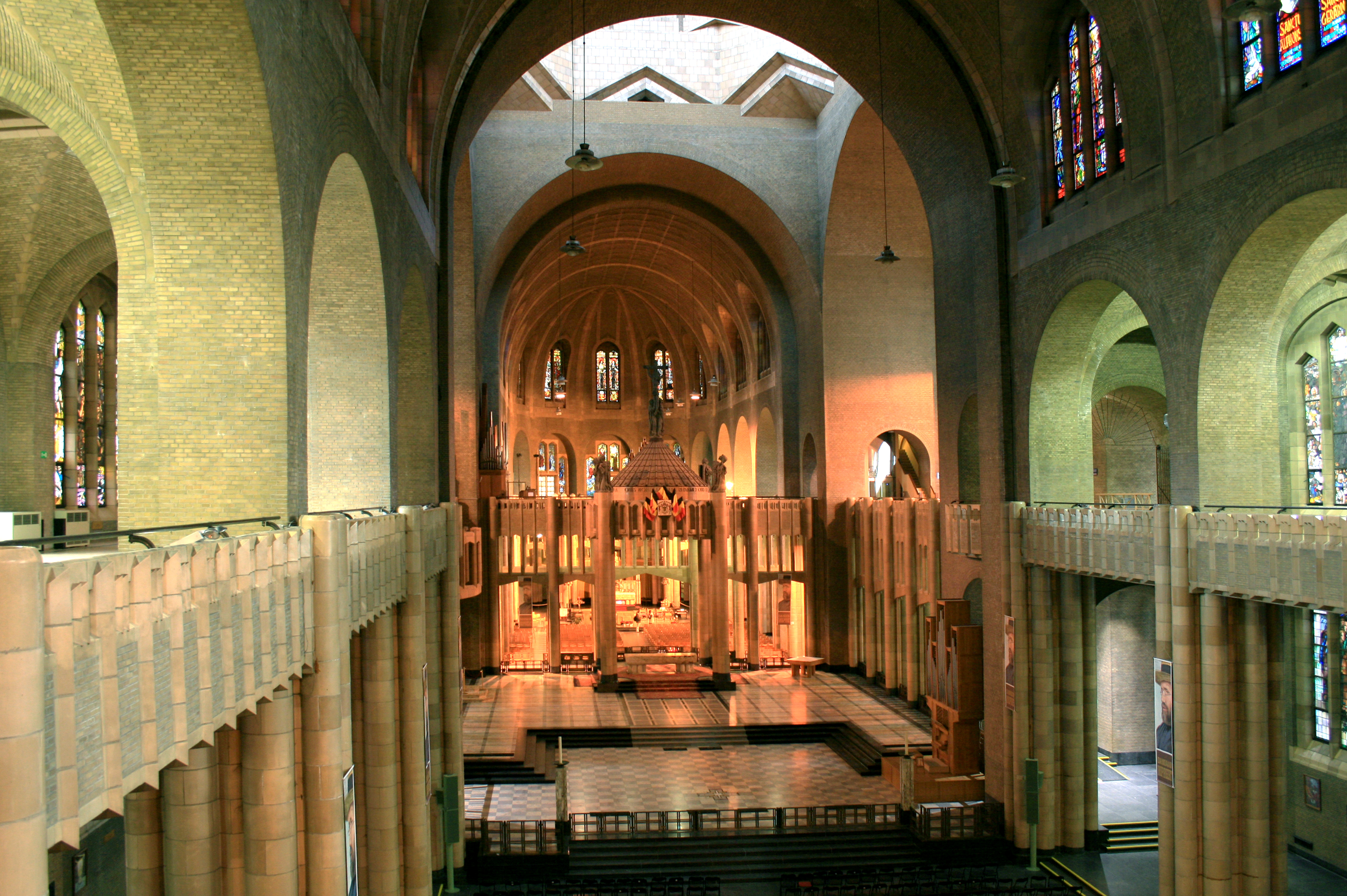
Innenansicht entlang der Längsachse (2011)

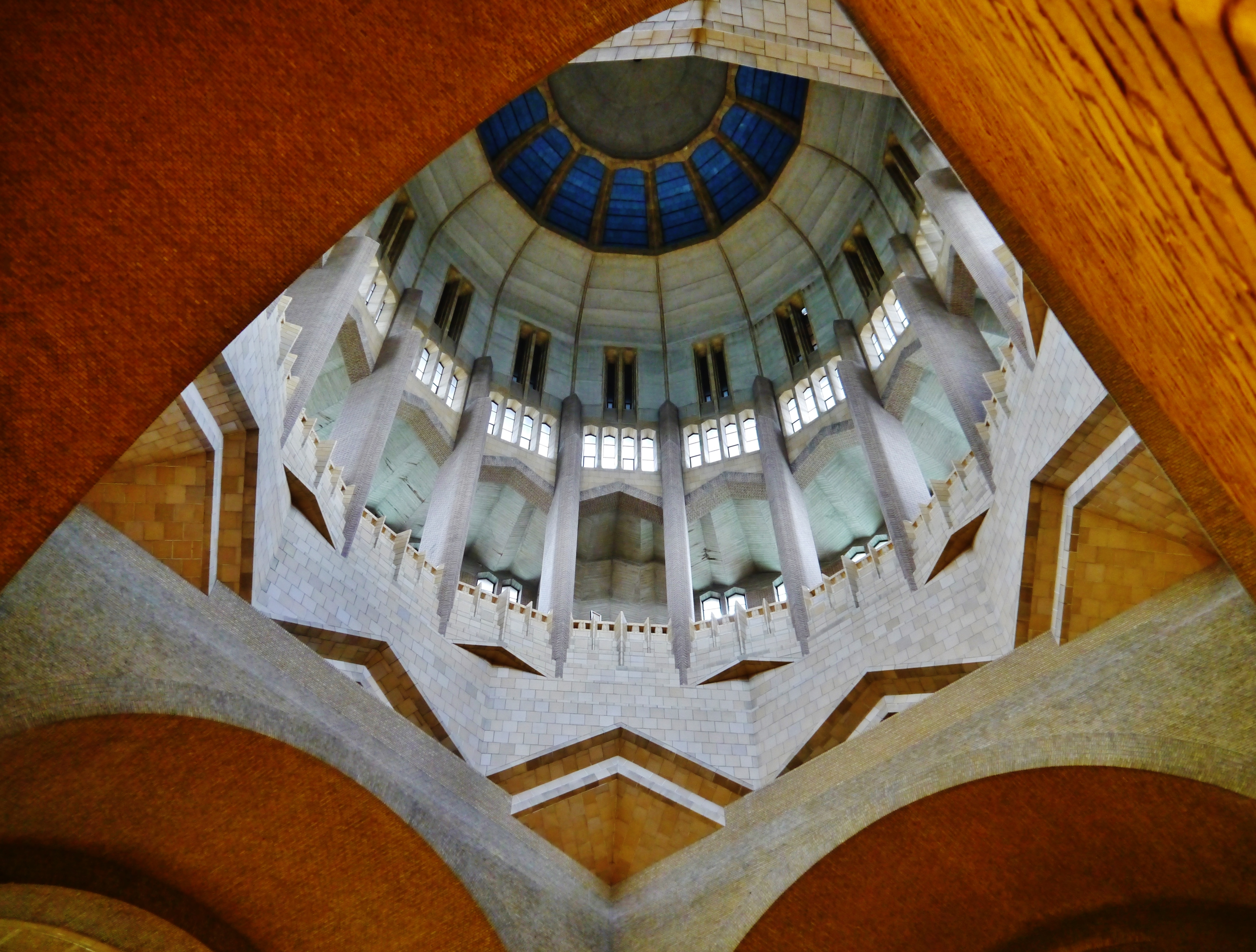
Blick in die Kuppel (2016)

Die Nationalbasilika des Heiligen Herzens (auch: Herz-Jesu-Nationalbasilika, französisch Basilique Nationale du Sacré-Cœur, niederländisch Nationale Basiliek van het Heilig Hart) ist eine Basilika, die in den Jahren von 1905 bis 1970 im Art-déco-Stil erbaut wurde. Sie ist die viertgrößte Kirche der Welt (nach der Länge des Kirchenschiffes) und steht am Rand des Koekelberg-Plateaus, das zum Gebiet der gleichnamigen Brüsseler Gemeinde Koekelberg und der Gemeinde Ganshoren gehört. Sie wird deshalb auch Koekelberg-Basilika (französisch Basilique de Koekelberg, niederländisch Basiliek van Koekelberg) oder Basilika auf dem Koekelberg genannt.

## Geschichte
Auf dem Plateau im Nordwesten Brüssels stand vor dem Bau der Kirche eine alte Windmühle aus dem 16. Jahrhundert. Zum 75. Jahrestag der Unabhängigkeit Belgiens (1830) wollte der belgische König Leopold II. dort ein Pantheon für berühmte Belgier errichten lassen. Das Vorhaben stieß in der Bevölkerung auf wenig Resonanz. Daraufhin änderte der König seine Pläne 1902 nach einem Besuch in Paris, wo ihn die in Bau befindliche Pariser Basilika Sacré-Cœur auf dem Montmartre beeindruckt hatte. Mit dem Bau der Nationalbasilika beauftragte er den Architekten Pierre Langerock, der das Bauwerk als eine monumentale neugotische Kathedrale entwarf. Am 12. Oktober 1905 legte König Leopold II. den Grundstein des Gebäudes. Als der König 1909 starb, waren die Fundamente und Ausschachtungen noch nicht fertig. Der Erste Weltkrieg unterbrach die Bauarbeiten.
1920 beauftragte die belgische Regierung den flämischen Architekten Albert Van Huffel aus Gent mit der Fortführung des Werks nach neuen Entwürfen, die unter anderem die Kosten verringern sollten. Van Huffel entwarf einen Ziegelbau im damals modernen Art-déco-Stil mit kubischen und zackigen Elementen. Als Nationalkirche bekam die Kirche zehn Seitenkapellen, die die neun Provinzen Belgiens und den Kongo symbolisieren.
Zum 30. Jahrestag der Grundsteinlegung fand 1935 mit einer Sondergenehmigung von Papst Pius XI. eine vorläufige Weihe des unfertigen Kirchengebäudes an den Weltfrieden statt. Die eigentliche Kirchweihe im Jahr 1951 dauerte zwei Tage, weil aufgrund der Größe des Baus nicht alle Wände an einem Tag mit Weihwasser besprengt werden konnten.
Die Kirche wurde am 28. Januar 1952 durch Papst Pius XII. zur Basilica minor erhoben. Als Datum der vollständigen Fertigstellung der Basilika gilt der 11. November 1970, die Feier des 25. Jahrestages der Amtseinführung des Erzbischofs Léon-Joseph Kardinal Suenens von Mecheln-Brüssel.

## Gestalt und Funktion
Die Basilika hat in ihrer heutigen Form eine Länge von 141 m (Hauptschiff) und eine Breite von 107 m (Querschiff), womit sie zu den größten Kirchen der Welt gehört. Sie ist ferner das weltweit größte Gebäude im Art-déco-Stil und bietet Platz für rund 2.000 Menschen. Der Innenraum ist durch die matte, gelblich-erdige Tönung der Wandverkleidung aus glasiertem Terrakotta geprägt. Die Kuppel hat einen Durchmesser von 33 m; die Basilika erreicht damit eine Höhe von 93 m. Auf 53 m Höhe befindet sich eine Aussichtsplattform, die einen Ausblick auf das Brüsseler Zentrum bietet.
Die Basilika dient als Pfarrkirche für vier Brüsseler Stadtbezirke sowie als Touristenattraktion und internationaler Gebetsort für den Frieden. In der Basilika sind neben den Sakralräumen auch zwei Museen untergebracht, darunter ein Museum für christliche Kunst. Neben Gottesdiensten finden dort auch Kulturveranstaltungen und Ausstellungen statt.

## Orgel
Die Basilika-Orgel wurde 1958 durch die Orgelbauer-Familie Loncke erbaut und seitdem mehrfach ergänzt. Das Instrument hat 51 Register auf drei Manualen und Pedal. Die Trakturen sind elektropneumatisch.
| I Hauptwerk C–c4 |       |
| Zingend Prestant | 16′   |
| Kwintadeen       | 16′   |
| Prestant         | 08′   |
| Openfluit        | 08′   |
| Spitsgamba       | 08′   |
| Holpijp          | 08′   |
| Oktaaf           | 04′   |
| Kwint            | 2 ⁄3′ |
| Zwegel           | 02′   |
| Vulwerk III      | 02′   |
| Cimbelstem IV    | 1⁄2′  |
| Pommer           | 16′   |
| Trompet          | 08′   |
| Schalmei         | 04′   |

| II Positiv C–c4 |       |
| Prestantfluit   | 8′    |
| Gedekt          | 8′    |
| Principaal      | 4′    |
| Roerfluit       | 4′    |
| Oktaaf          | 2′    |
| Nazaardeke      | 1 ⁄3′ |
| Stemmeke        | 1′    |
| Cimbelstem II   | 1⁄2′  |
| Kromhoorn       | 8′    |

| III Schwellwerk C–c4 |        |
| Zacht Gedekt         | 16′    |
| Principaal           | 08′    |
| Wilgenpijp           | 08′    |
| Zweving              | 08′    |
| Zingend Gedekt       | 08′    |
| Zingend Principaal   | 04′    |
| Blokfluit            | 04′    |
| Nazaard              | 2 ⁄3′  |
| Veldfluit            | 02′    |
| Terts                | 1 3⁄5′ |
| Klein Vulwerk IV     | 1 ⁄3′  |
| Dulciaan             | 16′    |
| Trompet              | 08′    |
| Hobo                 | 04′    |
| Tremulant            |        |

| Pedalwerk C–g1 |        |
| Brompijp       | 32′    |
| Prestantbas    | 16′    |
| Gedektbas      | 16′    |
| Zachtbas       | 16′    |
| Oktaafbas      | 08’    |
| Gedekt         | 08’    |
| Kwintbas       | 5 1⁄3′ |
| Koraalbas      | 04’    |
| Ruispijp IV    | 2 ⁄3′  |
| Bazuin         | 16′    |
| Dulciaan       | 16′    |
| Trompet        | 08′    |
| Hoorn          | 04′    |
| Zink           | 02′    |

- Koppeln: Normalkoppeln, Super- und Suboktavkoppeln

Organist bis 2011 war Kristiaan Seynhave.